# Shine Down
"Shine Down" é um single da banda de hard rock Godsmack que esteve no quarto álbum do grupo, IV. A música alcançou o quarto lugar na parada Mainstream Rock Tracks.

## Origem da música
De acordo com Shannon Larkin, o baterista de Godsmack, a música foi escrita por Sully Erna, o vocalista do grupo. Ele afirmou:
| “ | Eu não fiz nada na criação de Shine Down. Sully veio com essa música. Ela é uma dos tantos que existe no álbum que ele trouxe. Ele simplesmente disse 'Me dê a batida de bateria de When the Levee Breaks'. Então ele tocou o riff, e nós tínhamos a música e era rock. Nós nem tínhamos ideia sobre a parte da gaita. | ” |

É escutado Sully Erna tocando gaita durante uma parte da música. Em uma entrevista com Shannon Larkin, ele afirmou que Sully colocou o solo de gaita segundo a ideia de Andy Johns.

## Significado da música
De acordo com Shannon Larkin, a música é sobre a crença da banda de um poder maior. Ele afirmou:
| “ | A música é sobre saber que existe algo lá fora, qualquer que seja o deus em que você acredita. Mas é um tipo de poder que brilha em cima de você e o ajuda a enfrentar o próximo dia ou algo assim. | ” |

## Posições nasparadas
Single - Billboard (América do Norte)
| Ano  | Parada                 | Posição |
| ---- | ---------------------- | ------- |
| 2006 | Mainstream Rock Tracks | 4       |
| 2006 | Modern Rock Tracks     | 31      |